# Giovanni Battista Lacchini
Giovanni Battista Lacchini (20 de mayo de 1884 - 6 de enero de 1967) fue un astrónomo italiano.

## Semblanza
Es principalmente conocido por su trabajo en el estudio de las estrellas variables. Publicó más de cien trabajos, incluyendo artículos en el "Astronomische Nachrichten" y en las "Memorie della Società astronomica italiana".
Su ocupación originaria era la de trabajador del servicio postal.

## Publicaciones
- "Atlante celeste con 43 carte", Bologna, 1948
- "Atlante celeste spettroscopico", Faenza, 1958.

## Reconocimientos
- El Premio Giovanni Battista Lacchini se entrega en su honor.

## Eponimia
- El cráter lunar Lacchini lleva este nombre en su memoria.[2]